# 黃嘴牛椋鳥

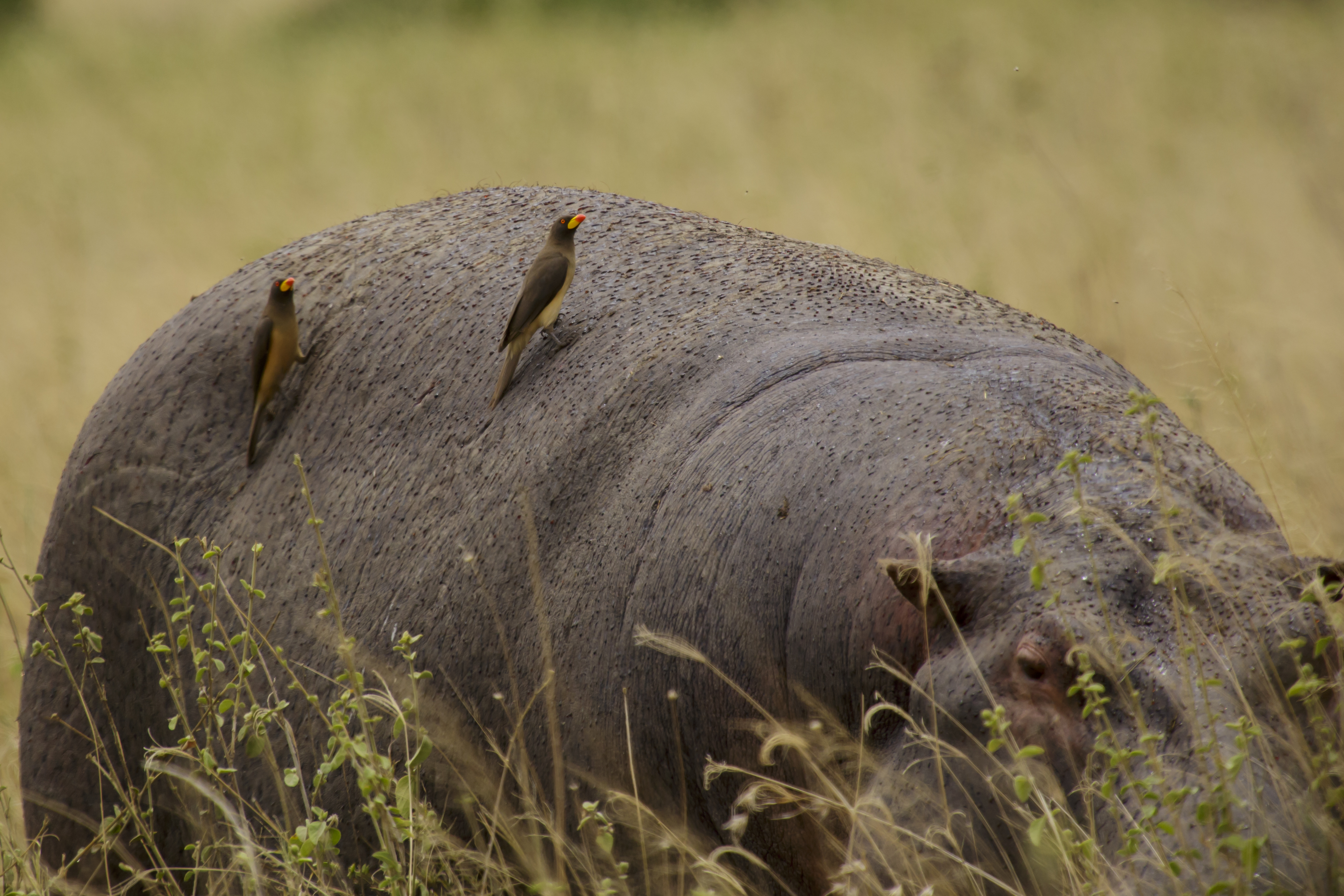
站在河馬身上的黃嘴牛椋鳥。

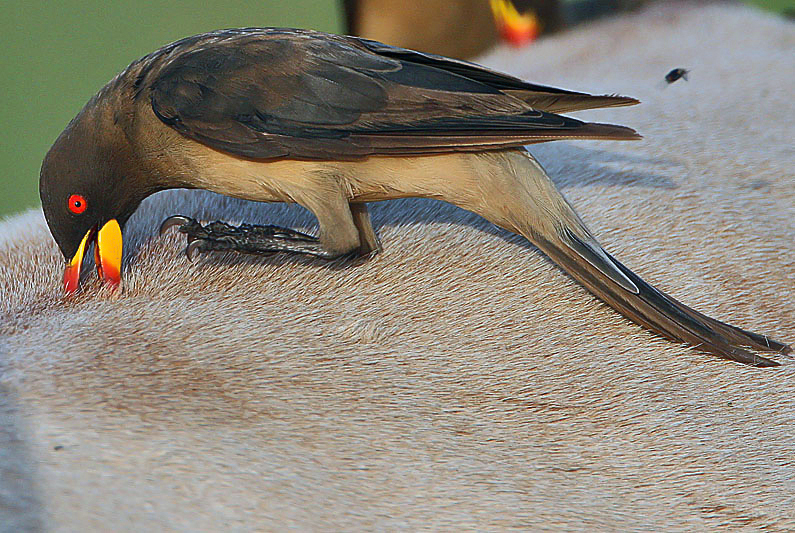

黃嘴牛椋鳥（學名：Buphagus africanus）分布於非洲中南部的大部分地區，是雀形目牛椋鳥科牛椋鳥屬的兩個成員之一。分布於非洲撒哈拉沙漠以南的稀樹草原，由塞內加爾東部到蘇丹，分布範圍有一部分與紅嘴牛椋鳥重疊。與紅嘴牛椋鳥不同的是，黃嘴牛椋鳥會啄開動物的皮膚，飲其血，食其肉，但並不是只吃血肉，當牠們把些微的肉啄起來的時候，也會順便抓起傷口中的寄生蟲和扁蝨，減少動物受到寄生蟲的打擾。